# هیل ساموئل
هیل ساموئل (انگلیسی: Hill Samuel) شرکت خدمات مالی و بانکداری بریتانیایی است، که در سال ۱۸۳۲ تأسیس شده است.